# Dala-Alf Eysteinsson
Álfur Eysteinsson más conocido por su apodo Dala-Alf Eysteinsson (n. 905) fue un caudillo vikingo de Dölum, Dalasýsla en Islandia. Era hijo del colono noruego Eysteinn Álfsson (n. 867) y Þórhildur Þorsteinsdóttir, una de las hijas de Thorstein el Rojo. Según la saga de Laxdœla, de esa relación nacieron hijos e hijas que muchos habitantes de Reykjanes reivindican como ancestros legítimos. Dala-Alf también aparece citado en diversas sagas nórdicas: saga Eyrbyggja, saga de Hænsna-Þóris, saga de Grettir, y saga Ljósvetninga.

## Herencia
Se casó con Halldís Erpsdóttir (n. 905), hija de Erpur Meldungsson, un miembro del séquito de Aud la Sabia y de esa relación nacieron seis hijos:
- Þorgerður Álfsdóttir (n. 925), quien casaría con Ari Masson.
- Sveinn Álfsson (n. 927),
- Húnbogi Álfsson (el Fuerte, n. 942), padre de Þorgils Húnbogason (995 - 1058).
- Unna Álfsdóttir (n. 947), que casaría en primeras nupcias con Þorgill Þorfinnsson (n. 988) y en segundas nupcias con su hermano Steinn Þorfinnsson (n. 974), ambos hijos de Þorfinnur Selþórisson (n. 946) y nietos de Seþórir Grímsson.
- Þórelfa Álfsdóttir (n. 949), que casaría con Havarr Einarsson y serían padres de Þorgeir Hávarðsson.[7]
- Snorri Álfsson.